# Mercedes-Benz W 28
Der Mercedes-Benz W 28 (Verkaufsbezeichnung: Mercedes-Benz 170 H) war eine Weiterentwicklung des Heckmotorwagens Mercedes-Benz W 23 Typ 130 mit Teilen des Frontmotor-Mercedes-Benz W 136 Typ 170 V. Er wurde von 1936 bis 1939 hergestellt.

## Geschichte
Der Wagen wurde im Februar 1936 zusammen mit seinem Schwestermodell, Typ 170 V, und dem größeren Dieselmodell Mercedes-Benz W 138 260 D auf der Internationalen Automobil- und Motorradausstellung (IAMA) in Berlin vorgestellt. Die Wagen waren luxuriöser ausgestattet als das Schwestermodell mit Frontmotor und mit 4350 RM um 15 % teurer. 1939 wurden die Heckmotorwagen kriegsbedingt und wegen zu geringer Nachfrage ohne Nachfolger eingestellt.

## Motor und Getriebe
Der Mercedes-Benz 170 H hatte einen längs im Heck eingebauten seitengesteuerten Vierzylinder-Reihenmotor. Das Aggregat mit 1697 cm³ Hubraum leistete 38 PS (28 kW) bei 3400/min und entsprach damit dem des Frontmotormodells 170 V. Wie beim Vorgänger lag das Vierganggetriebe mit Schnellgang vor der Hinterachse.

## Fahrwerk
Hinten war eine Pendelachse mit Schraubenfedern eingebaut. Die Vorderräder hingen achslos an zwei Querblattfedern (Einzelradaufhängung). Damit entsprach die Auslegung der des Vorgängermodells 130. Gegenüber dem Frontmotormodell 170 V war das Fahrverhalten wegen der Hecklastigkeit schlechter.

## Karosserieversionen

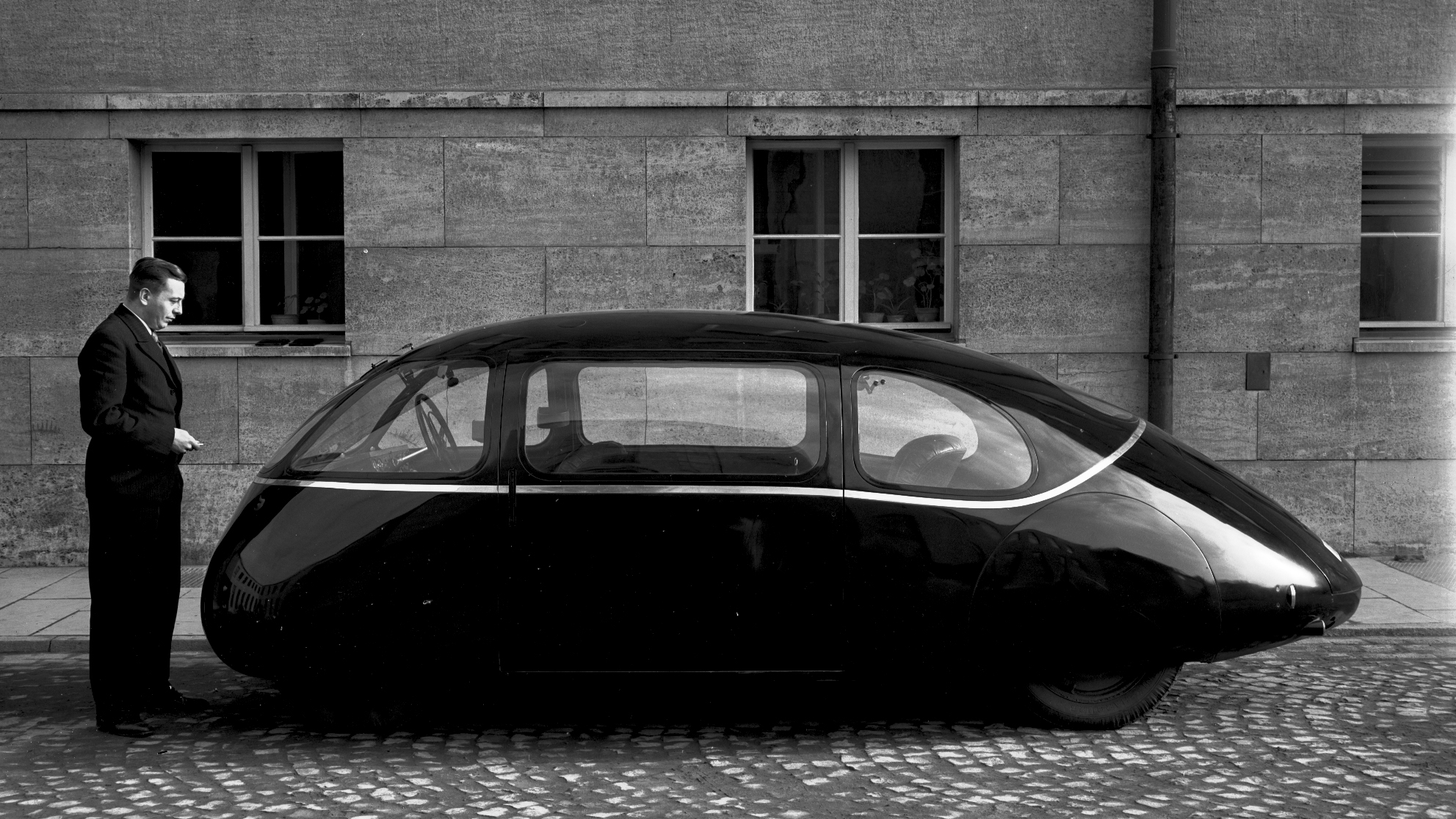
Der 1939 an der Aerodynamischen Versuchsanstalt (AVA) in Göttingen auf der Basis des W 28 entwickelte Schlörwagen (Front links, Heck rechts)

Die Wagen waren als Limousine oder als Cabriolimousine erhältlich. Alle Aufbauten hatten zwei hinten angeschlagene Türen. Der Kofferraum des 170 H vorne im Fahrzeug war deutlich kleiner als der hintere im Schwestermodell 170 V. Der 170 H diente auch als Basis des nach seinem Konstrukteur benannten, strömungstechnisch optimierten Schlörwagens.

## Technische Daten
| Mercedes-Benz 170 H           | Mercedes-Benz 170 H                                                        |
| ----------------------------- | -------------------------------------------------------------------------- |
| Konstruktionsbezeichnung      | W 28                                                                       |
| Produktionszeitraum           | 1936–1939                                                                  |
| Motor                         |                                                                            |
| Arbeitsverfahren              | Viertakt-Otto                                                              |
| Anordnung im Fahrzeug         | hinten, stehend                                                            |
| Motor-Typ / -Baumuster        | M 28 II                                                                    |
| Zylinderzahl / -anordnung     | 4 / Reihe                                                                  |
| Bohrung × Hub                 | 73,5 × 100 mm                                                              |
| Gesamthubraum                 | 1697 cm³ (nach Steuerformel 1685 cm³)                                      |
| Verdichtung                   | 6,0 : 1                                                                    |
| Leistung / bei                | 38 PS (28 kW) bei 3400/min                                                 |
| Drehmoment / bei              | 10,2 mkp (100 N·m) bei 1800/min                                            |
| Ventile                       | 1 Einlass, 1 Auslass; seitlich stehend                                     |
| Ventilsteuerung               | 1 seitliche Nockenwelle                                                    |
| Nockenwellenantrieb           | über Stirnräder                                                            |
| Gemischbildung                | 1 Steigstromvergaser Solex 30 BFRV                                         |
| Kraftstofftank                | vorn im Wagen, 40 l                                                        |
| Fahrwerk und Kraftübertragung |                                                                            |
| Rahmenausführung              | Zentralrohrrahmen, Gabel im Heck                                           |
| Radaufhängung vorn            | je 1 Querblattfeder oben und unten                                         |
| Radaufhängung hinten          | Pendelachse                                                                |
| Federung vorne                | Querblattfedern                                                            |
| Federung hinten               | Schraubenfedern                                                            |
| Lenkung                       | Zahnstangenlenkung                                                         |
| Bremsanlage (Fußbremse)       | hydraulisch, auf Vorder- und Hinterräder wirkend                           |
| Feststellbremse (Handbremse)  | mechanisch, auf Hinterräder wirkend                                        |
| Räder                         | Scheibenräder                                                              |
| Felgen                        | Tiefbettfelge 3,00 D × 17                                                  |
| Reifen                        | 5,00–17                                                                    |
| Angetriebene Räder            | Hinterräder                                                                |
| Kraftübertragung              | Hecktriebblock; Motor hinter der Hinterachse, Getriebe vor der Hinterachse |
| Getriebe und Fahrleistungen   |                                                                            |
| Getriebe                      | 4-Gang-Schaltgetriebe (IV. = Schnellgang)                                  |
| Schaltung                     | Schalthebel Wagenmitte                                                     |
| Kupplung                      | Mehrscheiben-Trockenkupplung                                               |
| Getriebeart                   | Zahnradwechselgetriebe                                                     |
| Getriebe-Übersetzung          | I. 3,41; II. 1,94; III. 1,17; IV. 0,78                                     |
| Achsantriebsübersetzung       | 5,13                                                                       |
| Höchstgeschwindigkeit         | 110 km/h                                                                   |
| Kraftstoffverbrauch           | 11 l/100 km                                                                |
| Abmessungen und Gewichte      |                                                                            |
| Radstand                      | 2600 mm                                                                    |
| Spur vorn/hinten              | 1315/1270 mm                                                               |
| Länge                         | 4200 mm                                                                    |
| Breite                        | 1580 mm                                                                    |
| Höhe                          | 1600 mm                                                                    |
| Gewicht des Fahrgestells      | 650 kg                                                                     |
| Leergewicht (Wagengewicht)    | 1125 kg                                                                    |
| Zul. Gesamtgewicht            | 1500 kg                                                                    |
| Allgemeine Daten              |                                                                            |
| Stückzahl                     | 1507                                                                       |
| Preise                        | Fahrgestell: 3300 RM Limousine: 4350 RM Cabrio-Limousine: 4500 RM          |
| Belege                        |                                                                            |